# Mink River
Mink River är ett vattendrag i Kanada.   Det ligger i provinsen Manitoba, i den sydöstra delen av landet, 1 700 km nordväst om huvudstaden Ottawa.
Trakten runt Mink River är nära nog obefolkad, med mindre än två invånare per kvadratkilometer.